# Fyra bröllop
Fyra bröllop är en svensk dokumentärserie som hade premiär på TV4 måndagen den 25 april 2011. Här följer man 32 brudpar där brudarna tävlar mot varandra om vem som har det bästa bröllopet. Varje vecka tävlar fyra brudar som går på varandras bröllop och där betygsätter dem, det brudpar som får högst poäng vinner en smekmånadskryssning i Karibien. Bedömningarna utgår från klänning, mat, fest och upplevelse. Gry Forssell agerar berättarröst.